# Karnitin
Karnitin, ili vitamin B20, koji je bio pre nego što je njegova hemijska struktura ustanovljena. Iako danas postoje nedoumice u pogledu toga da li se smatra vitaminom ili ne, dugo je svrstavan u tu grupu molekula. Zbog toga je njegov prvobitni naziv bio vitamin Bt (20). Biološki aktivan karnitin je L- oblik karnitina. Karnitin učestvuje u prenosu lanca acil- i acetil- masnih kiselina, kroz lipidnu fazu membrana mitohondrija, a možda i drugih organela. Stoga, karnitin pokazuje izraziti uticaj na proces oksidacije masnih kiselina i dobijanje energije iz njih.
Postoje podaci, da karnitin stimuliše i sekretornu funkciju pankreasa i pokazuje pozitivan uticaj na spermatogenezu i pokretljivost spermatozoida.
Karnitin omogućava normalizaciju proteinskog i lipidnog metabolizma, omogućava redukciju alkalne rezerve krvi, smanjuje građenje ketokiselina. Zatim pozitivno utiče na razvitak ploda, rast i razvitak životinja. Kod dece, ranog i mlađeg uzrasta izaziva poboljšanje apetita, prirast mase tela, stimulaciju rasta.
Karnitin stimuliše regenerativne procese u obolelom miokardu.
U medicinskoj praksi karnitin se primenjuje za stimulaciju mišićnog rada i sekreciju pankreasa i pri distrofičnim procesima u miokardu.
Karnitin je jako rasprostranjena supstanca. Naročito ga ima u proizvodima od mesa i to u najvećoj količini u mišićnom tkivu. U organizam se unosi hranom.

## Avitaminoza
U slučajevima gde se javlja nedostatak karnitina javlja se bolest skeletnih mišića i tom prilikom dolazi do mišićne slabosti (distrofije).
Uvođenjem karnitina u ishranu čoveka i životinja povećava se građenje energije u disajnom lancu mitohondrija različitih organa.
Deficit lizina u hrani slabi obezbeđenost organizma karnitinom.

## Hipervitaminoza
Nema podataka o toksičnosti karnitina.